# Rokker
Rokker ((plattysk): roche for ru; rokker har hudtænder) er bruskfisk ligesom hajer. 
Rokker er almindelige langs tropiske kyster over hele verden. Ferskvandsarter findes i Asien, Afrika og i Florida i USA (Dasyatis sabina). De fleste rokkearter er hverken fredede eller truede. Fra danske farvande kendes cirka 10 arter. 
Rokker svømmer ved en "flyvende" bevægelse, drevet fremad af deres store brystvinger (generelt forvekslet med finner).